# Anna Maria Perez de Taglé
Anna Maria Francesca Enriquez Perez de Taglé (San Diego, EUA 23 de dezembro de 1990) é uma atriz, modelo e cantora estadunidense.

## Biografia
Nasceu em San Diego, Califórnia. Ela é descendente de filipinos, a sua avó é a Sylvia La Torre.Mudou-se com a família para o Sul da Califórnia para fazer Ashley Dewitt em Hannah Montana série do canal Disney Channel. Interpreta o papel de rival de Miley Stewart juntamente com Shanica Knowles (Amber).

### Filmes
| ano  | Título      | nome          | canal          |
| ---- | ----------- | ------------- | -------------- |
| 2010 | Camp Rock 2 | Ella          | Disney Channel |
| 2009 | Fame        | Joy Moy       |                |
| 2008 | Camp Rock   | Ella          | Disney Channel |
| 2005 | Bee Season  | Bee Season #1 | -              |

### Televisão
| ano  | Titulo         | nome          | canal     |
| ---- | -------------- | ------------- | --------- |
| 2006 | Hannah Montana | Ashley Dewitt | 2006-2011 |
| 2006 | Cake           | Miracle Ross  | 2006      |

Participações
| ano  | Titulo            | ano               | canal                          |
| ---- | ----------------- | ----------------- | ------------------------------ |
| 2007 | Just Jordan       | Veronica          | 1 episódio (Slippery When Wet) |
| 2006 | Higglytown Heroes | Safety Patrol Kid | 1 episódio (Spell It Safe)     |

## Discografia
| Ano  | Música                                                 | Álbum                     |
| ---- | ------------------------------------------------------ | ------------------------- |
| 2008 | "Hasta La Vista" (feat. Jordan Francis e Roshon Fegan) | Camp Rock                 |
| 2010 | "Part of Your World"                                   | DisneyMania 7             |
| 2010 | "Roses"                                                | Anna Maria Perez de Taglé |
| 2010 | "Insomnia"                                             | Anna Maria Perez de Taglé |
| 2010 | "Shot Down"                                            | Anna Maria Perez de Taglé |
| 2010 | "Fame"                                                 | Anna Maria Perez de Taglé |

### Vídeos musicais
- 2009: "Remember December"
- 2010: "Roses"